# Lepidodactylus gardineri
Lepidodactylus gardineri är en ödleart som beskrevs av  George Albert Boulenger 1897. Lepidodactylus gardineri ingår i släktet Lepidodactylus och familjen geckoödlor. IUCN kategoriserar arten globalt som sårbar. Inga underarter finns listade i Catalogue of Life.